# Polkovnik
Polkovnik (in russo полковник?, in bulgaro полковник?, in polacco pułkownik, in ucraino полковник?, in bielorusso палкоўнік?, in ceco: plukovník, in lituano: pulkininkas, in lettone: pulkvedis; letteralmente "reggimentale") è un grado militare diffuso nei paesi slavofoni omologo al grado di colonnello.

## Etimologia
La parola Polkovnik, sebbene venga solitamente tradotta come colonnello, era tuttavia inizialmente il titolo del comandante di un gruppo di truppe di un distretto (dallo slavo полк; traslitterato: polk), organizzate per la battaglia.

## Polonia
Il grado venne introdotto per la prima volta nell'esercito polacco nel XVII secolo per indicare un rotmistrz del Chorągiew di un reggimento diventando alla fine dello stesso secolo un grado de facto che iniziò a indicare l'ufficiale al comando dell'intero reggimento. Nelle truppe mercenarie che combattevano nell'esercito della Confederazione polacco-lituana il grado equivalente di pułkownik era oberszter, ma nel XVIII secolo tale grado venne abolito e rinominato pułkownik. 
Nel periodo intercorrso tra la prima e la seconda guerra mondiale nella Seconda Repubblica di Polonia dominato dal movimento politico Sanacja creato nel 1926 dopo il colpo di Stato di maggio dal maresciallo Piłsudski come grande movimento per sostenere il "risanamento morale" del corpo politico polacco, un grande numero di ufficiali venne promosso al grado di pułkownik, spesso per ragioni politiche, tanto che il governo venne definito come regime dei colonnelli. Durante l'invasione della Polonia nel 1939 le divisioni dell'esercito polacco furono comandate da ufficiali di diverso grado che andavano dai colonnelli ai generali di corpo d'armata e di fatto ben 22 delle 42 divisioni polacche furono comandate da colonnelli nel 1939 e i pułkownicy (plurale di pułkownik) arrivarono a comandare unità di varie dimensioni, dal battaglione alla divisione.
Nelle forze armate polacche  il grado di pułkownik è presente nell'Esercito, nell'Aeronautica militare e nelle forze speciali; il grado omologo nella Marina è komandor, omologo del capitano di vascello della Marina Militare Italiana.
Distintivi di grado

controspallina di pułkownik dell'Esercito e delle Forze Speciali
controspallina di pułkownik dell'Aeronautica
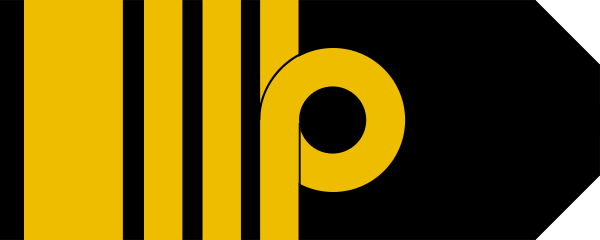
controspallina di komandor della Marina

## Ucraina
Nell'organizzazione politica, sociale e militare dei Cosacchi zaporoghi, il titolo polkovnyk indicava un alto grado militare. Nel periodo tra il XVI e il XVIII secolo un polkovnyk comandava uno o più distaccamenti militari durante le azioni militari terrestri e navali. Nel XVIII secolo, un polkovnyk era il capo di una palanka, un'unità territoriale dell'esercito zaporoghi. Il consiglio militare elegeva un palanka polkovnyk con il mandato di un anno, che, nella palanka, rappresentava il Kosh Otaman, dal XVI secolo la più alta carica dei cosacchi zaporighi; Il palanka polkovnyk aveva poteri significativi, incluso il diritto di condannare i cosacchi alla pena di morte. Al momento della liquidazione dell'esercito zaporoghi da parte del governo russo nel 1775, c'erano otto palanka polkovnyks. Come simbolo della carica, un polkovnyk indossava un pernach (una mazza con testa esagonale; vedi anche bulawa) alla cintura.

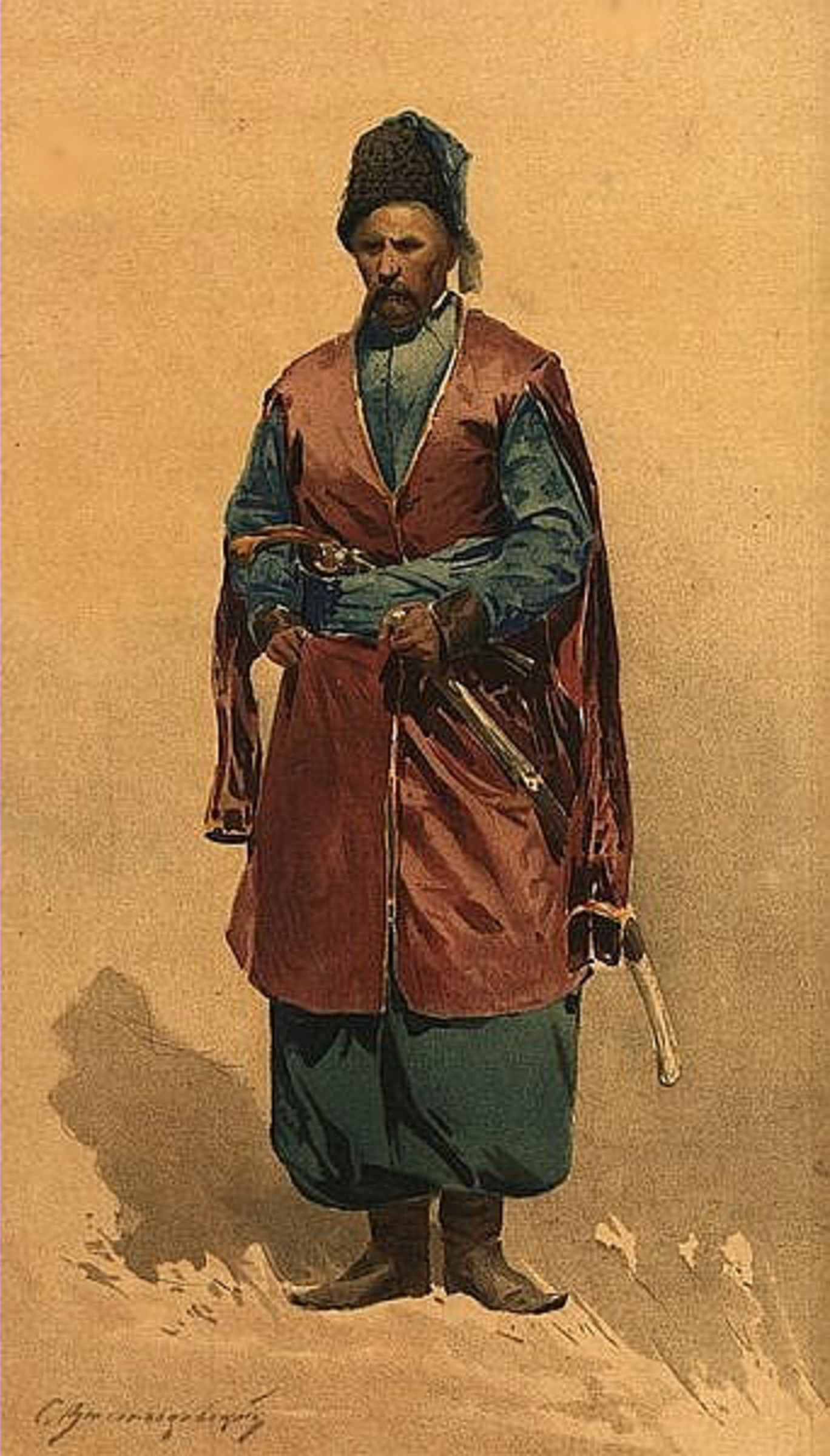
Polkovnik cosacco

Nell'esercito cosacco della Confederazione polacco-lituana nei secoli XVI e XVII, un polkovnyk comandava un reggimento (полк. Polk), un'unità militare cosacca. Dopo la riforma dell'esercito cosacco da parte dell'Atamano Michajlo Dorošenko (ucraino: Михайло Дорошенко) nel 1620 c'erano sei reggimenti cosacchi, ciascuno composto da mille cosacchi. I Polkovnyk venivano eletti dal Consiglio cosacco (рада; traslitteraro: rada) previa approvazione del governo polacco. Un polkovnyk otteneva uno stipendio per il suo servizio e godeva di considerevoli privilegi. Dopo che il Sejm della Confederazione polacco-lituana adottò nel 1638 un nuovo ordinamento, solo i nobili (szlachta) potevano diventare polkovnyks.
Durante la rivolta di Chmel'nyc'kyj (1648-1657), nell'etmanato cosacco (1649-1764) e nella Slobožanščina (1652-1765), un polkovnyk era a capo di un'unità amministrativa territoriale, il reggimento (полк). In termini di nobiltà, i Polkovnyk di Chmel'nyc'kyj erano riconosciuti come uguali ai baroni della Lituania.
Nell'etmanato cosacco il Polkovnyk veniva nominato dall'Atamano o eletto dal consiglio cosacco del reggimento con l'approvazione e la successiva approvazione del governo zarista e concentrava il potere esecutivo e giudiziario nelle sue mani. Sul territorio del reggimento, il colonnello era a capo del reggimento, eseguiva le istruzioni e gli ordini dell'atamano, supervisionava le finanze e dirigeva la magistratura. In termini militari, era responsabile dello stato dell'unità militare formata sul territorio del reggimento. Il Polkovnyk si prendeva cura della sua capacità combattiva, assicurava disciplina e sostegno materiale e si prendeva cura dello stato delle fortificazioni. Una persona che svolgeva temporaneamente le funzioni di Pilkovnik era chiamata Nakaznyj Polkovnyk (ucraino: Наказний полковник; letteralmente Polkovnyk ordinato). I requisiti dei candidati alla carica di Polkovnyk vennero codificati per la prima volta nel Trattato di Perejaslav: nell'esercito zaporoziano non ci potevano essere altre persone di alcuna fede tranne i cristiani ortodossi e agli stranieri battezzati non era permesso occupare posizioni di rilievo.
Il controllo russo sull'Etmanato divenne progressivamente sempre più stringente e, nel 1764 Caterina II di Russia abolì ufficialmente l'Etmanato e la carica di atamano nel 1764, incorporandone i territori nei governatorati di Kiev e della Piccola Russia e la carica di Polkovnyk venne abolita nel processo di distruzione dello stato ucraino da parte del governo zarista. Nella Sloboda Ucraina la carica di Polkovnyk venne abolita nel 1765. Negli anni ottanta dell’Ottocento Polkovnyk, così come altri rappresentanti della nobiltà cosacca, avevano gli stessi diritti della nobiltà russa e ne divennero parte. Nell'Riva destra ucraina, che era sotto il dominio della Polonia, i reggimenti cosacchi furono liquidati tra il 1711 e il 1714.
Nell'Ucraina moderna, il grado militare di polkovnyk ricorda il grado simile dell'ex esercito sovietico. Nelle Forze armate dell'Ucraina il grado è presente dell'Esercito e nell'Aeronautica, mentre nella Marina militare ucraina il grado corrispondente è Каpitan I ranhu.
| Grado inferiore: Pidpolkovnik (Підполковник) | Polkovnik (Полковник) | Grado superiore: Heneral Major (Генерал-майор) (1991-2020)        |
| Grado inferiore: Pidpolkovnik (Підполковник) | Polkovnik (Полковник) | Grado superiore: Bryhadnyj Heneral (Бригадний генерал) (dal 2020) |

## Russia e Unione Sovietica

### Impero russo

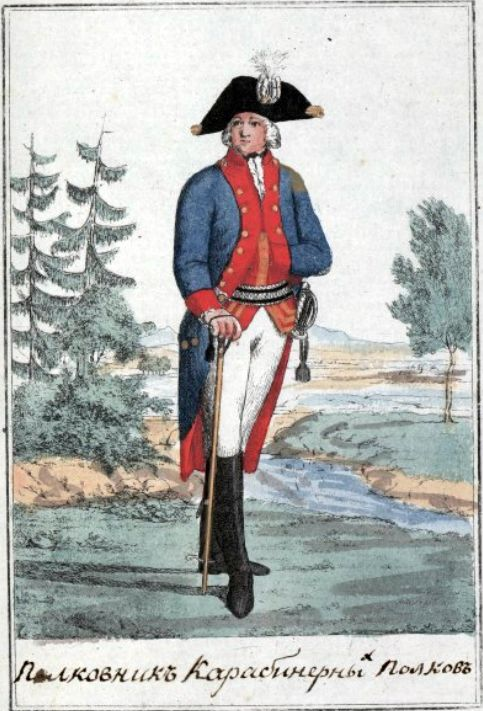
Polkovnik dell'Impero russo (1793)

Nel XVII secolo polkovnik divenne il titolo di un comandante di un reggimento di Strelizi; tale titolo venne assegnato anche ai comandanti di reggimento del nuovo esercito di Pietro il Grande e il grado venne confermato nella Tavola dei ranghi della Russia imperiale. La promozione al grado di polkovnik dava il privilegio di nobiltà ereditaria. Il grado di polkovnik venne abolito il 16 dicembre 1917, insieme a tutti i gradi precedenti e le insegne del vecchio Esercito Imperiale Russo.

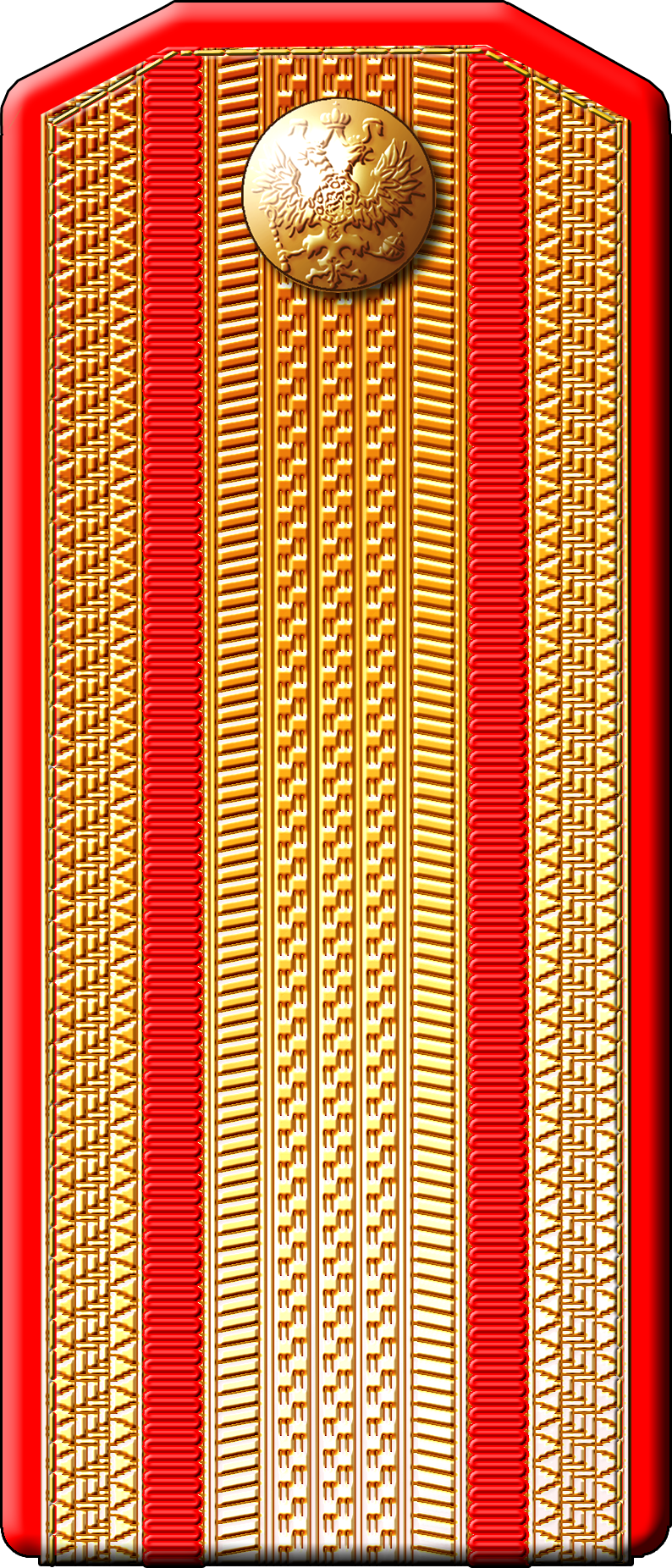
controspallina per polkovnik dell’Esercito imperiale russo prima del 1917
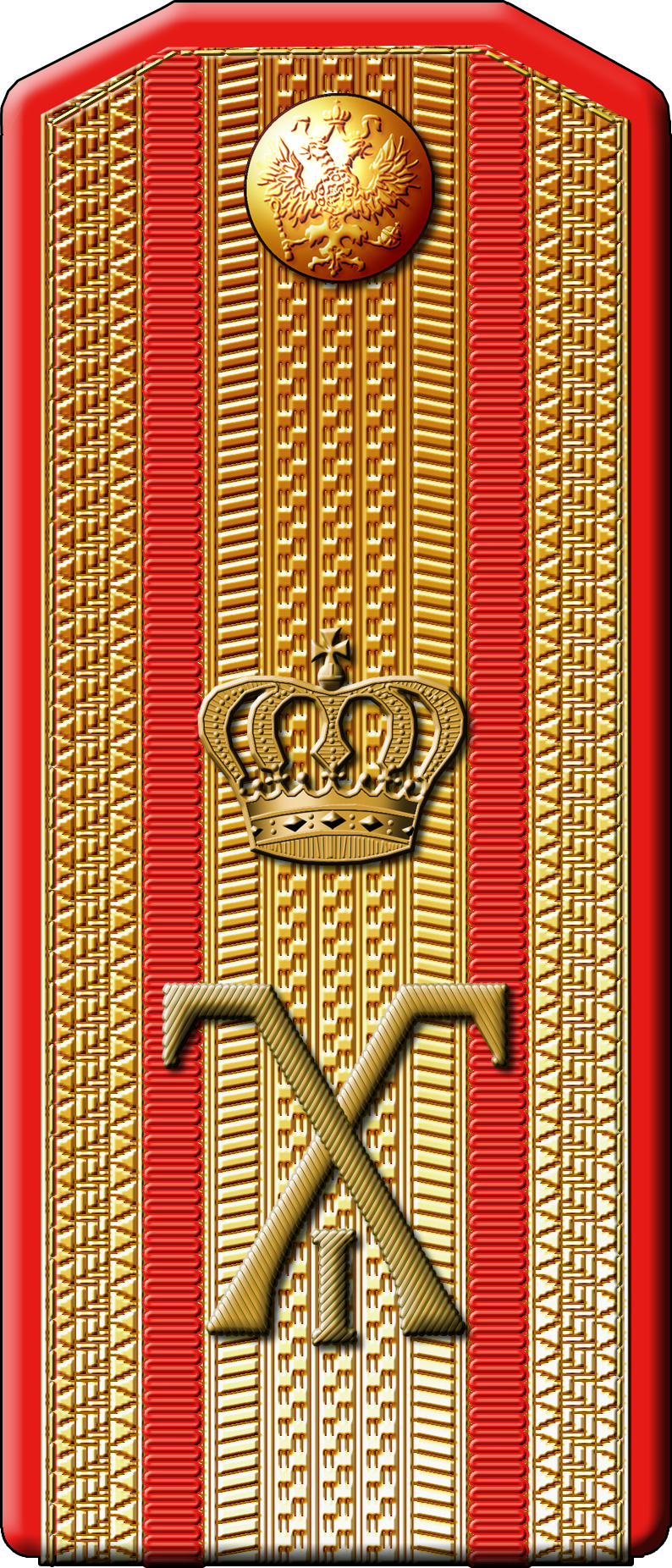
1º Reggimento fanteria "Neva"
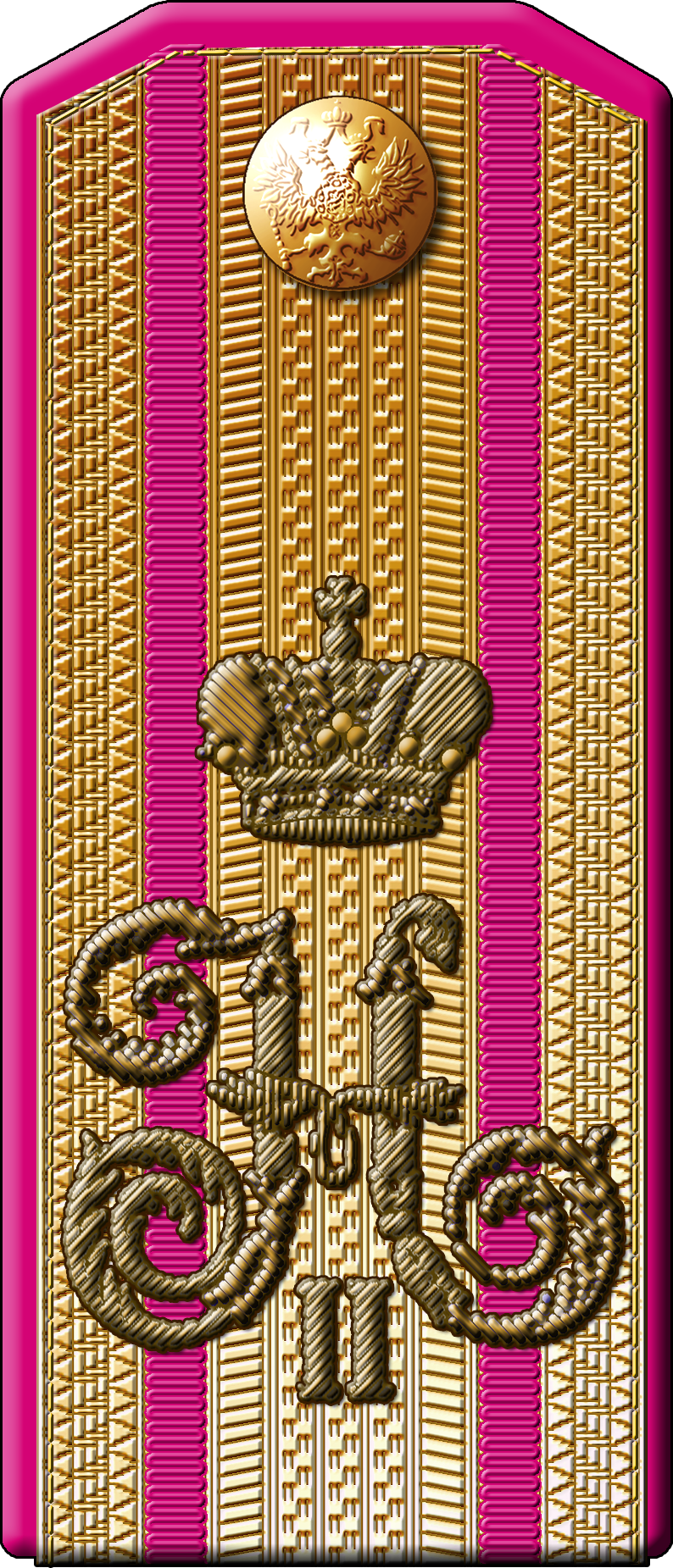
1º Reggimento fucilieri siberiani di Sua Maestà
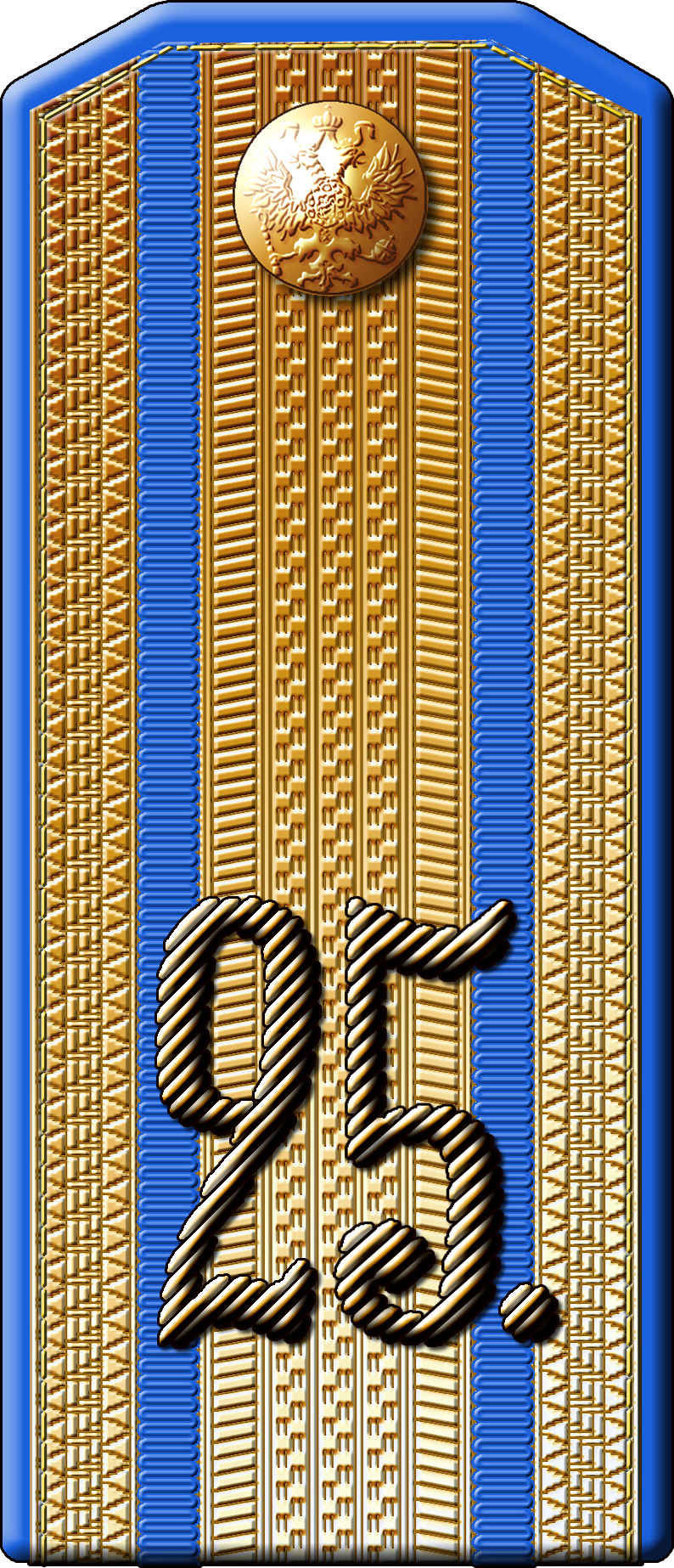
25ª Divisione fanteria
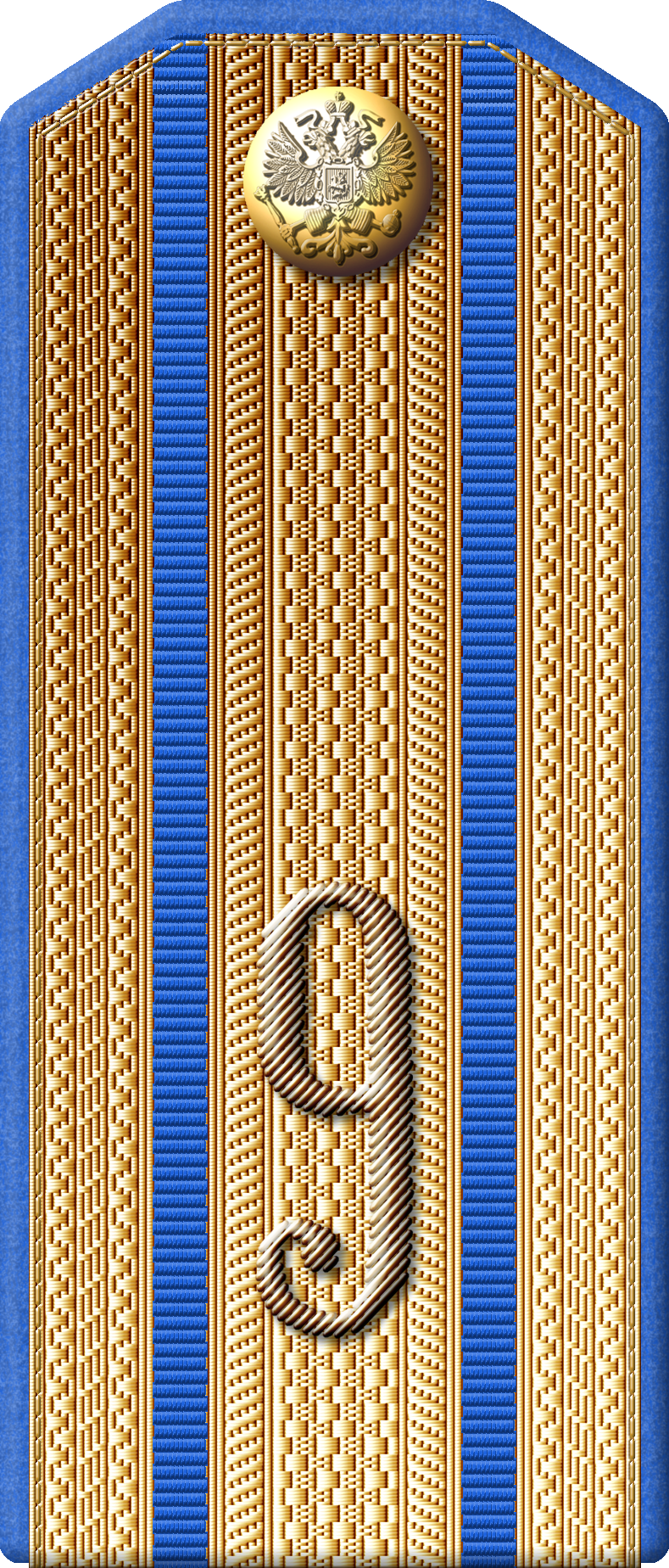
9º Reggimento fanteria "Ivangorod"

### Unione Sovietica
In seguito alla rivoluzione russa, nel 1918 il grado di polkovnik venne sostituito nell'Armata Rossa con il grado di comandante di reggimento (russo: командир полка; traslitterato: komandir polka) gergalmente denominato kompolka (cirillico: комполка). L'Armata Rossa reintrodusse il grado di polkovnik nel 1935. 
| Distintivo di grado | RIА Esercito imperiale russo   | RIА Esercito imperiale russo | RIА Esercito imperiale russo  | RККА SSSR                                  | RККА SSSR                          | RККА SSSR                          | RККА SSSR                          | RККА SSSR                     | RККА SSSR                           | VS SSSR                       | VS SSSR                                      | VS SSSR                                       | VS SSSR                        |
| ------------------- | ------------------------------ | ---------------------------- | ----------------------------- | ------------------------------------------ | ---------------------------------- | ---------------------------------- | ---------------------------------- | ----------------------------- | ----------------------------------- | ----------------------------- | -------------------------------------------- | --------------------------------------------- | ------------------------------ |
|                     |                                |                              |                               |                                            |                                    |                                    |                                    |                               |                                     |                               |                                              |                                               |                                |
|                     |                                |                              |                               |                                            |                                    |                                    |                                    |                               |                                     |                               |                                              |                                               |                                |
|                     | cordone per spalla (1908—1917) | spallina (fiпо al 1911)      | controspallina (fiпо al 1917) | Кompolka (mostrina per bavero) (1919—1924) | mostrina per bavero SV (1924—1935) | mostrina per bavero SV (1935—1940) | mostrina per bavero SV (1940—1943) | mostrina per bavero SV (1941) | mostrina per bavero VVS (1940—1943) | controspallina SV (1943—1955) | controspallina uniforme da campo (1943—1955) | controspallina uniforme da parata (1955—1991) | controspallina VVS (1955—1991) |

### Federazione Russa
Nell'Esercito e nell'Aeronautica della Federazione russa il grado di Polkovnik è inferiore a Maggior generale e superiore a Podpolkovnik. Il grado omologo nella Marina Russa è Capitano di 1° rango.
Al grado di un militare che presta servizio in un'unità militare delle guardie, su una nave delle guardie, viene aggiunta la parola "guardia". Al grado militare di un militare che presta servizio in una specialità, ad esempio nel "servizio medico" al grado viene aggiunta la parola medico. Al grado militare di un cittadino che si trova nella riserva o ritirato dal servizio, vengono aggiunte rispettivamente le parole "riserva" o "ritirato".

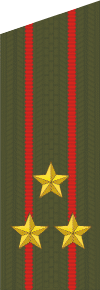
Distintivo di grado RVSN RF (dal 2010)
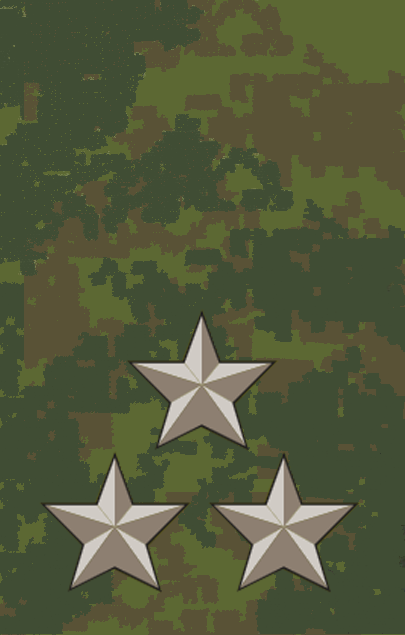
Distintivo a bassa visibilità per uniforme mimetica (dal 2010)
Distintivo di grado Polizia (dal 2013)
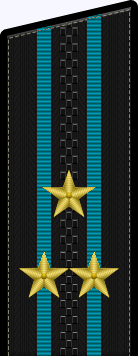
Distintivo di grado MA VMF
Controspallina per uniforme da parata SV (1955-1994) e poi nuovamente dal 2010
Per uniforme Truppe aerotrasportate fino al 2010
Controspallina VDV, VVS, Aviazione della VP i PO (1955-1994) e dal 2010
Uniforme ordinaria Forze terrestri fino al 2010
Per uniforme Forze aeree fino al 2010
Uniforme da campo fino al 2010

| Gradi militari dell'Impero Russo, dell'Unione Sovietica e della Federazione Russa |                       |                                               |
| Grado inferiore Podpolkovnik (Подполко́вник)                                       | Polkovnik (Полковник) | Grado superiore General-Major (Генерал-майор) |
| Grado inferiore Podpolkovnik (Подполко́вник)                                       | Polkovnik (Полковник) | Grado superiore Kombrig (Комбриг)             |

## Paesi slavofoni e di influenza russa
Nei paesi slavofoni, il nome differisce leggermente a seconda del nome locale dell'unità militare "reggimento"; ad esempio, negli stati nati dalla dissoluzione della Jugoslavia è "puk" (serbo puk - Serbia, croato puk - Croazia, sloveno polk - Slovenia), tra cechi e slovacchi è "pluk» (ceco: plukovník , slovacco: plukovník). Nonostante Georgia, Lettonia e Lituania non siano paesi slavi, essi sono stati notevolmente influenzati dalla cultura slava. Georgia, Lettonia e Lituania hanno fatto parte prima dell'Impero russo e poi dell'Unione Sovietica con la Lituania che in precedenza aveva fatto parte anche della Confederazione polacco-lituana. Nell'esercito dell'Estonia, altro paese che ha fatto parte prima dell'Impero russo e poi dell'Unione Sovietica e dove il grado è kolonel, tale grado aveva la denominazione di polkovnik fino al 1924. Inoltre, questo grado viene utilizzato nei paesi che facevano parte dell'Unione Sovietica fino al 1991 e mantenevano il sistema sovietico dei gradi militari. L'Azerbaigian, stato caucasico come la Georgia è un paese la cui lingua e del gruppo delle lingue turche. Tra gli stati dell'Asia Centrale, nati dalla dissoluzione dell'Unione Sovietica Kazakistan, Kirghizistan, Turkmenistan e Uzbekistan parlano lingue del gruppo delle lingue turche, mentre la lingua del Tagikistan è del gruppo delle lingue iraniche.
- Azerbaigian – polkovnik
- Bielorussia — палкоўнік (palkoŭnik)
- Bosnia ed Erzegovina — pukovnik
- Bulgaria — полковник (polkovnik)
- Croazia — pukovnik
- Estonia - polkovnik (fino al 1924)
- Georgia — პოლკოვნიკი (polkovniki)
- Kazakistan — Полковник (polkovnïk)
- Kirghizistan — Полковник (polkovnïk)
- Lettonia — pulkvedis
- Lituania — pulkininkas
- Macedonia del Nord — полковник (polkovnik)
- Montenegro — пуковник (pukovnik)
- Polonia — pułkownik
- Rep. Ceca — plukovník
- Russia — полковник (polkovnik)
- Serbia — пуковник (pukovnik)
- Slovacchia — plukovník
- Slovenia — polkovnik
- Tagikistan — полковник (polkovnik)
- Turkmenistan — polkovnik
- Ucraina — полковник (polkovnik)
- Uzbekistan — polkovnik

### Grado

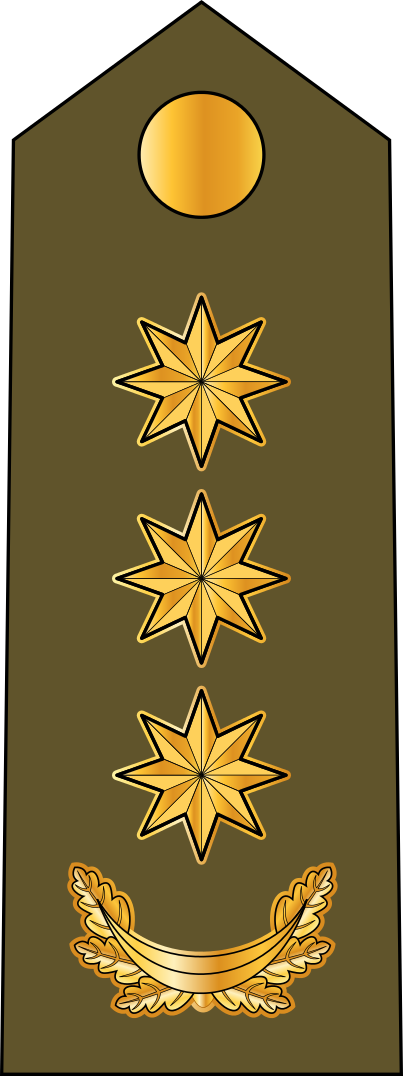
Polkovnik (Azerbaigian)
Палкоўнік Palkoŭnik (Bielorussia)
Pukovnik (Bosnia ed Erzegovina)
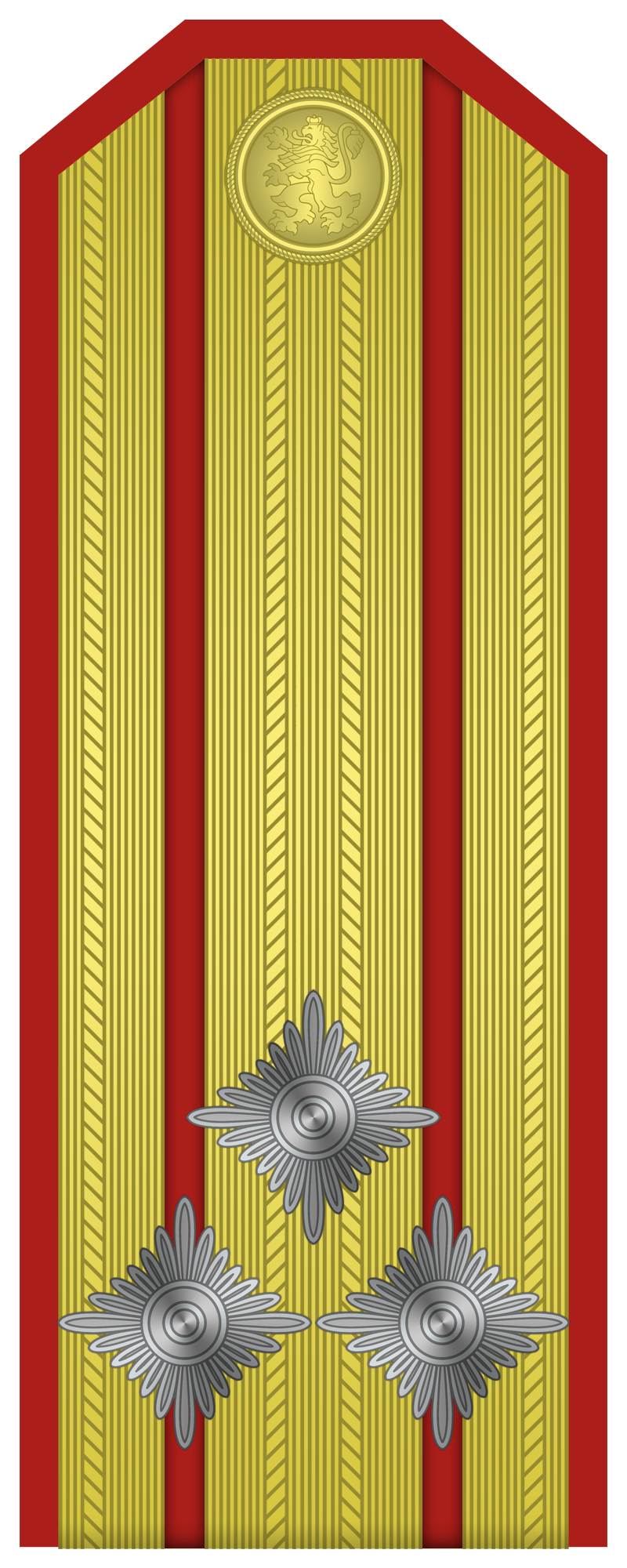
Полковник Polkovnik (Bulgaria)
Pukovnik (Croazia)
Plukovník (Repubblica Ceca)
პოლკოვნიკი P’olk’ovnik’i (Georgia)
Полковник Polkovnïk (Kazakistan)
Полковник Polkovnik (Kirghizistan)
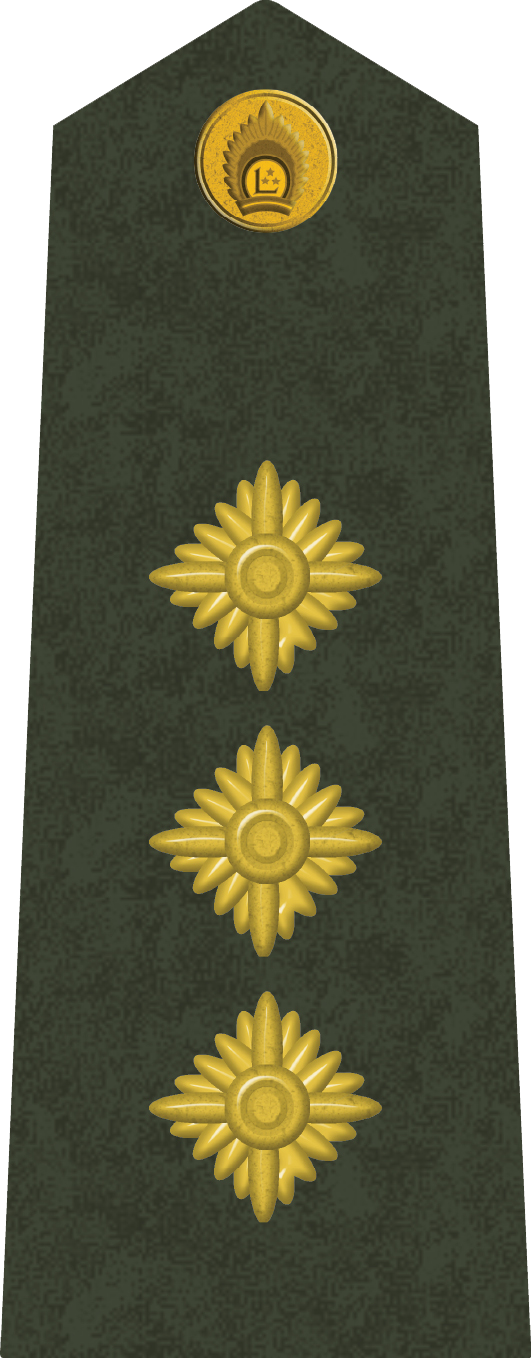
Pulkvedis (Lettonia)
Pulkininkas' (Lituania)
Полковник Polkovnik (Macedonia del Nord)
Pukovnik (Montenegro)
Пуковник Pukovnik (Serbia)
Plukovník (Slovacchia)
Polkovnik (Slovenia)
Полковник Polkovnik (Tagikistan)
Polkownik (Turkmenistan)
Полковник Polkovnyk (Ucraina)
Polkovnik (Uzbekistan)